# Frank Luther
Frank Luther (ur. 4 sierpnia 1899, zm. 16 listopada 1980) – amerykański piosenkarz country.

## Wyróżnienia
Posiada swoją gwiazdę na Hollywoodzkiej Alei Gwiazd.